# 2011-es magyar labdarúgókupa-döntő
A 2011-es magyar labdarúgókupa-döntő a sorozat 68. döntője volt. A finálét a Kecskeméti TE és a Videoton csapatai játszották. A találkozóra Budapesten, a Puskás Ferenc Stadionban került sor, május 17-én. A KTE történetében még sohasem jutott el a kupadöntőig, így sikerükkel először hódították el a trófeát.

## A döntő helyszíne
A Magyar Labdarúgó-szövetség pályázatot írt ki a magyar kupa döntőjének megrendezésére, amelynek a határideje 2011. május 5. volt. A döntőben szereplő Kecskeméti TE és a Videoton csapata úgy döntött, hogy a versenyegyenlőség és a fair play biztosítása érdekében egyikük sem kívánt részt venni a pályázaton. Mivel nem érkezett be pályázat a kupadöntő helyszínére, így a döntőt a Puskás Ferenc Stadionban rendezték meg.

## Út a döntőig
A sorozat döntőjébe a Kecskeméti TE és a Videoton jutott be. A KTE már a 3. fordulóban bekapcsolódott a küzdelmekbe, a Videoton egy körrel később, a 4. fordulóban. Először a nyolcaddöntőben kapott mind a két csapat első osztályű ellenfelet és mindketten 6–1-es összesítéssel léptek túl rajtuk. A Kecskemét a Zalaegerszegi TE elleni 5–1-es összesítéssel megvívott párbaj után biztosította be a részvételét a döntőben. A Videoton Kaposvári Rákóczit ejtette ki a döntőt megelőző utolsó körben, 5–0-val.
| Kecskeméti TE     | Kecskeméti TE | Kecskeméti TE    |              | Videoton             | Videoton | Videoton         |
| Ellenfél          | Össz.         | Mérkőzések       | Forduló      | Ellenfél             | Össz.    | Mérkőzések       |
| ----------------- | ------------- | ---------------- | ------------ | -------------------- | -------- | ---------------- |
| Békéscsabai Előre | 2–1           | 2–1 (i)          | 3. forduló   |                      |          |                  |
| Tiszakanyár       | 3–0           | 3–0 (i)          | 4. forduló   | Bajai LSE            | 4–2      | 4–2 (i)          |
| Debreceni VSC     | 6–1           | 3–0 (i), 3–1 (o) | Nyolcaddöntő | Szombathelyi Haladás | 6–1      | 3–0 (o), 3–1 (i) |
| BFC Siófok        | 6–2           | 5–1 (o), 1–1 (i) | Negyeddöntő  | Budapest Honvéd      | 5–1      | 1–1 (i), 4–0 (o) |
| Zalaegerszegi TE  | 5–1           | 5–1 (o), 0–0 (i) | Elődöntő     | Kaposvári Rákóczi    | 5–0      | 1–0 (i), 4–0 (o) |

## A mérkőzés
| 2011. május 17. 19:00 |

| Kecskeméti TE                           | 3–2               | Videoton                                   |
| --------------------------------------- | ----------------- | ------------------------------------------ |
| Foxi 2' 14' 80' Litsingi 65' Tököli 65' | (2–0) Jegyzőkönyv | Čukić 48' (öngól) Nikolić 82' Polonkai 40' |

| Puskás Ferenc Stadion, Budapest Nézőszám: 5 000 Játékvezető: Iványi Zoltán (magyar) Asszisztensek: Albert István Medovarszki János |

| Kecskeméti TE | Videoton |

| KECSKEMÉTI TE: |    |                         |                   |
|                |    |                         |                   |
| K              | 28 | Ribánszki László        |                   |
| V              | 15 | Gyagya Attila           |                   |
| V              | 4  | Sinisa Radanović        |                   |
| V              | 6  | Balogh Béla             |                   |
| V              | 85 | Mohl Dávid              |                   |
| KP             | 21 | Bori Gábor              |                   |
| KP             | 20 | Foxi Kethevoama         | 2' 14' 80' 90+3'  |
| KP             | 14 | Vladan Čukić            | 48' (öngól) 90+1' |
| KP             | 17 | Bodiong Christian Ebala |                   |
| CS             | 18 | Francis Litsingi        | 65'               |
| CS             | 55 | Tököli Attila           | 65' 87'           |
| Cserék:        |    |                         |                   |
| K              | 31 | Antal Botond            |                   |
| V              | 2  | Koszó Balázs            |                   |
| V              | 5  | Farkas István           |                   |
| KP             | 7  | Aleksandar Alempijević  |                   |
| KP             | 10 | Vladan Savić            | 90+3'             |
| CS             | 19 | Sindou Dosso            | 87'               |
| CS             | 26 | Bertus Lajos            | 90+1'             |
| Edző:          |    |                         |                   |
| Tomislav Sivić |    |                         |                   |

| VIDEOTON:    |    |                        |                 |
|              |    |                        |                 |
| K            | 1  | Sebők Zsolt            |                 |
| V            | 20 | Lázár Pál              |                 |
| V            | 5  | Lipták Zoltán          |                 |
| V            | 23 | Vaskó Tamás            |                 |
| V            | 25 | Elek Ákos              |                 |
| KP           | 16 | Gosztonyi András       | 70'             |
| KP           | 14 | Farkas Balázs          | 60'             |
| KP           | 11 | Sándor György          |                 |
| KP           | 8  | Polonkai Attila        | 40' a szünetben |
| CS           | 17 | Nemanja Nikolić        | 82'             |
| CS           | 21 | André Alves dos Santos |                 |
| Cserék:      |    |                        |                 |
| K            | 22 | Mladen Božović         |                 |
| V            | 4  | Hidvégi Sándor         |                 |
| V            | 28 | Izing Martin           |                 |
| KP           | 6  | Dušan Vasiljević       | a szünetben     |
| KP           | 7  | Szakály Dénes          | 60'             |
| KP           | 15 | Nagy Dániel            |                 |
| CS           | 19 | Lencse László          | 70'             |
| Edző:        |    |                        |                 |
| Mezey György |    |                        |                 |

## Lásd még
- 2010–2011-es magyar labdarúgókupa
- 2011-es magyar labdarúgó-ligakupa-döntő